# Toyota Starlet
A Toyota Starlet a Toyota 1973 és 1999 között gyártott kisméretű autója. Megtartotta elődjének, a Publicának a P-vel kezdődő sorozatszámait. Az első generációt néhol Publica Starletnek hívták. Többnyire megbízható, de nem túl érdekes autónak tartották, bár több erősebb változat is készült belőle. Ilyen például a három generációt megélt sportosabb, turbófeltöltős változat, amelyet 1986-tól 1989-ig Turbo S-nek (EP71), 1990 és 1995 között GT Turbónak (EP82), 1996-tól a gyártás végéig pedig Glanza V-nek (EP91) hívtak. Az 1990-es évek elején kizárólag Japánban árult Toyota Sera a Starlet kétajtós kupéja pillangószárnyszerűen nyíló ajtókkal. Műszakilag a Starlettel egyezett meg, mindössze ca. 16 000 darab készült belőle.
1981 és 1984 között Észak-Amerikában is a modellkínálat része volt. A típus pályafutása 1999-ben ért véget, utódja a legtöbb országban a Yaris vagy az Echo lett, igaz, a Starlet és a Yaris közötti méretbeli különbség miatt Európában a Toyotának 2005-ig, az Aygo bevezetéséig nem volt miniautója. Japánnban a bB apró egyterű is az utódjának számít, amelyet az Amerikai Egyesült Államokban Scion xB, az Egyesült Királyságban Daihatsu Materia néven árusítottak.

## Első generáció (P40/P50; 1973–1978)

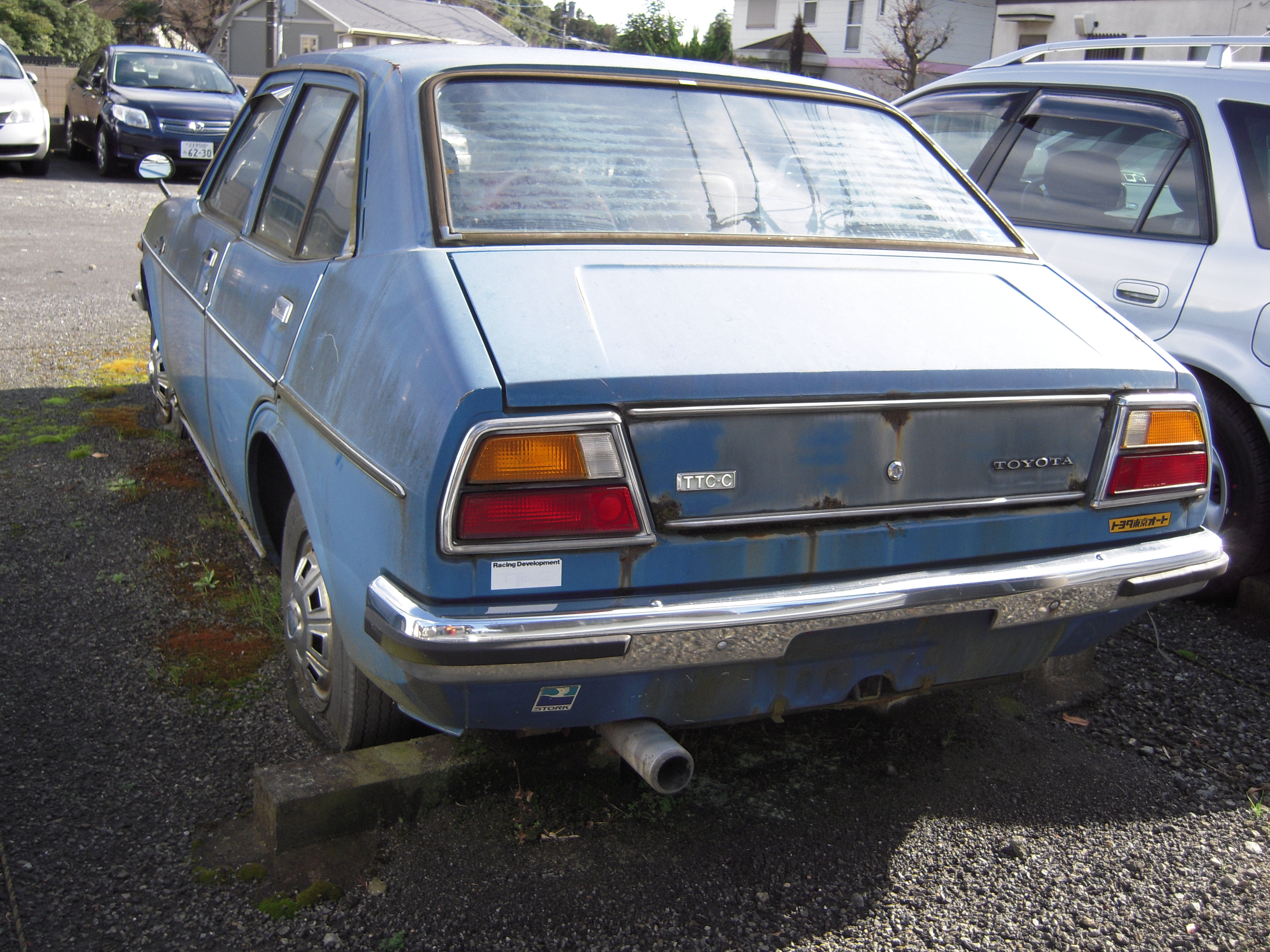
Lépcsőshátú Starlet hátulról.

1973 áprilisában dobták piacra Publica Starlet néven a 40-es sorozatszámú első generációt egy 1,0 és egy 1,2 literes motorral. Kívülről az első Starlet erősen emlékeztetett az aktuális Corollára, de rövidebb volt. Két karosszériával volt elérhető: kétajtós szedánként vagy háromajtós kombiként. 1973 októberében négyajtós lépcsőshátú változat is megérkezett. Öt felszereltségi szintje volt: Standard, Deluxe, Hi-Deluxe, ST és SR. Európában soha nem árusították, annak ellenére, hogy a hasonló méretű Datsun Cherry (a Nissan Micra előfutára) igen népszerű volt, akárcsak az európai márkák kisautói, mint a Fiat 127 vagy a Renault 5.

## Második generáció (P60; 1978–1984)

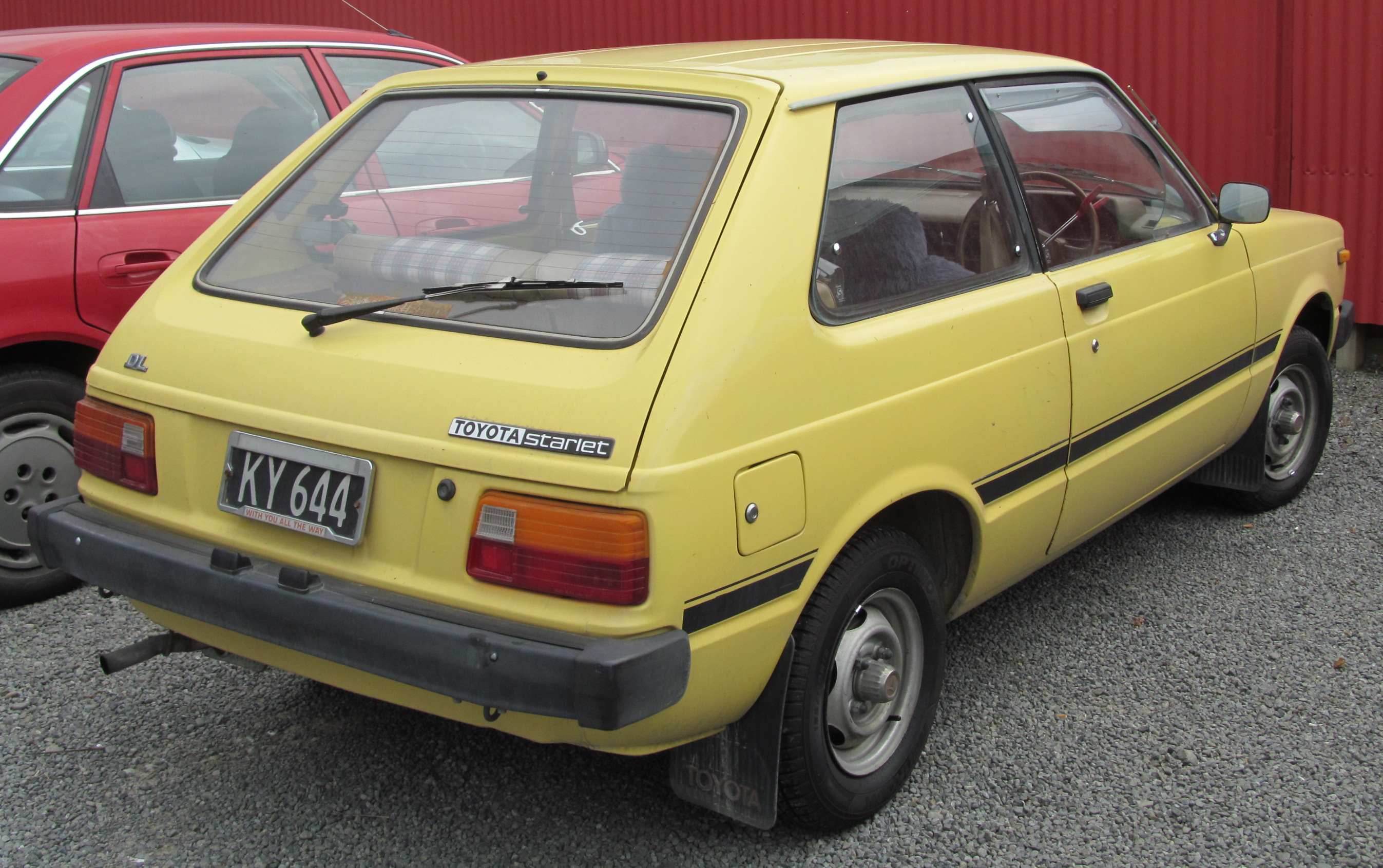
1982-es évjáratú háromajtós Starlet Új-Zélandon

Az 1978-ban bevezetett második sorozat volt az első, amelyet Európába is importáltak. 993, 1166 és 1290 köbcentiméter hengerűrtartalmú motorokkal volt elérhető. Három- és ötajtós ferde hátú, valamint – Japánban és néhány eurázsiai piacon – ötajtós kombi karosszéria-változat létezett. Ez utóbbi 1978 októberében érkezett. Japánban csak a legnagyobb, 1,3 literes motor létezett a kínálatban, kivéve a kombit (Japánban Van), amely a középső, 1,2 litereset használta. A 60-as Starlet volt az első Toyota, amely fogasléces kormányzást használt.
Felszereltségi szintjei: Standard, De Luxe (néhány helyen DX), GL, XL, S, Si, Sprint, SE és Lisse. Az Si modelleknek injektoros benzinmotorja volt. A Sprint szinthez ötsebességes váltó, 1,3 literes motor, fordulatszámmérő és sportosabb belső tér járt. A Sprint modellek kerekei az AE86-os sorozatú Corolláéval egyeznek meg, valamint aho lehet, ragasztás helyett csíptetést használtak. Japánban és Új-Zélandon a legtöbb másik piaccal ellentétben nem 228, hanem 203 milliméteres féktárcsákat kapott az autó. A 2K motorú modellek kisebb differenciálművet kaptak (14 cm), mint a K4-es motor által hajtottak (15 cm).
1980-ban ráncfelvarráson esett át, amely többek között négyzet alakú első lámpákat hozott. A második, 1983-as frissítés látványosabb eredményei a Porsche 997-re emlékeztető orrkialakítás és a csomagtérajtó kisebb dőlésszöge. Egyre kevesebb az elérhető jó állapotú Starlet 60 részben koruk és rozsdásodási hajlamuk miatt, részben azért, mert jelentős részüket áruszállító- vagy raliautóvá alakították át, ezért a gyűjtők körében értékes darabnak számít.
A KP61-es jelű háromajtós volt az egyetlen Starlet-modell, amelyet az Egyesült Államokban is árusítottak (1981–1984-ig), amíg 1985-ben a Corolla ötödik generációja le nem váltotta. Az 1981-es és 1982-es modellévekben fordulatszámmérővel és ötsebességes kézi váltóval importálták, az ekkori amerikai Starlet megegyezett a többi piac S felszereltségű modelljeivel. Az 1983-as és 1984-es modellévek tengerentúli Starletje az XLi felszereltségű modellhez hasonlít, injektoros motor és négysebességes kézi váltó jellemezte. A második generációs típusok elsősorban első lökhárítójukon, első ablaktörlőik hegyén és az ajtók hátsó részén rozsdásodnak.

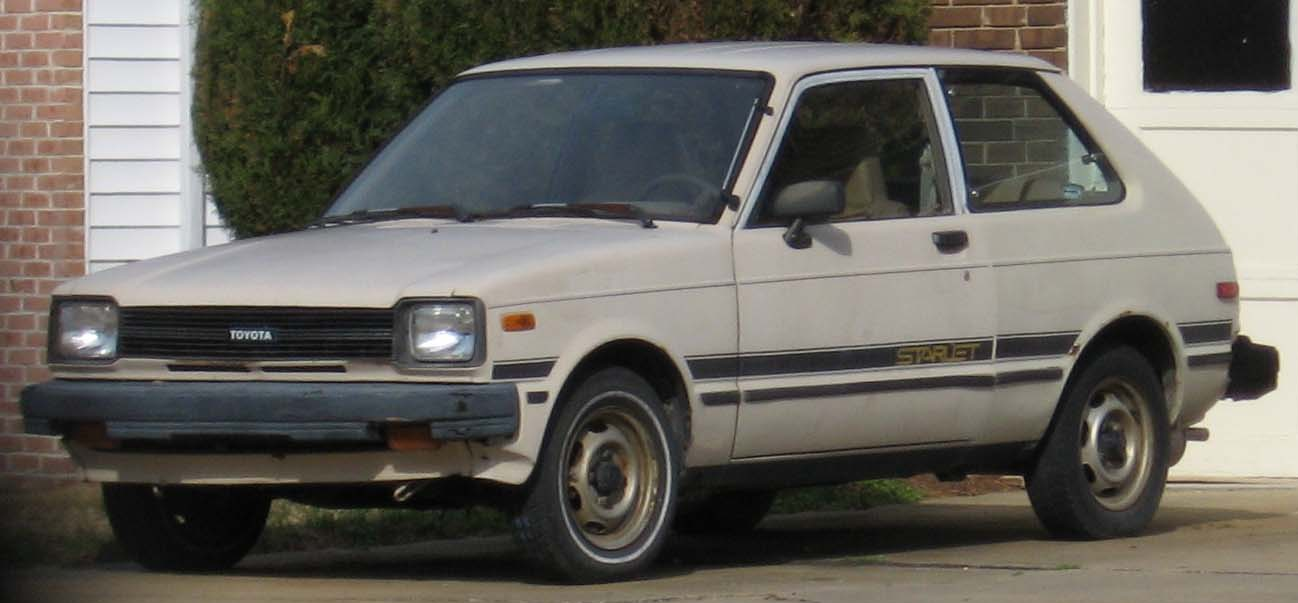
1981-1982 Toyota Starlet háromajtós ferde hátú (USA, KP61)
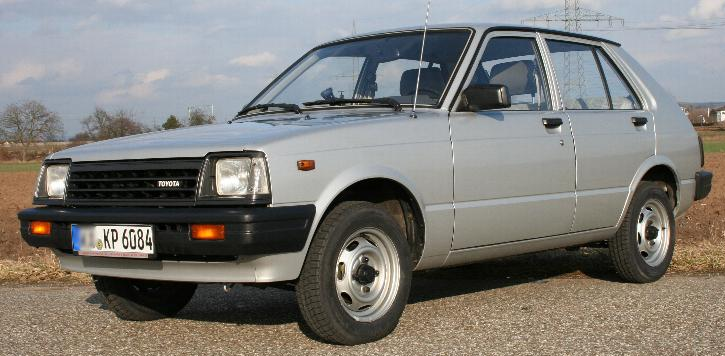
1983-as frissítés utáni európai ötajtós
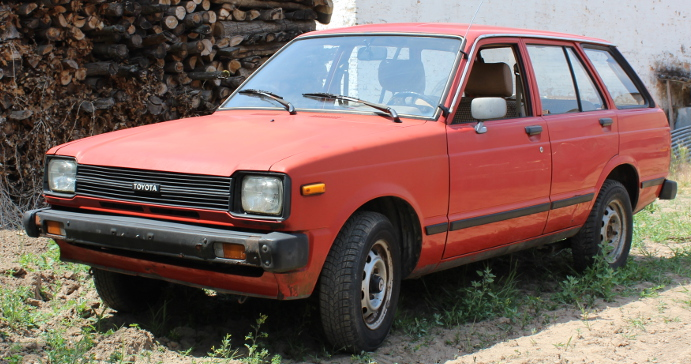
Németországi Starlet kombi
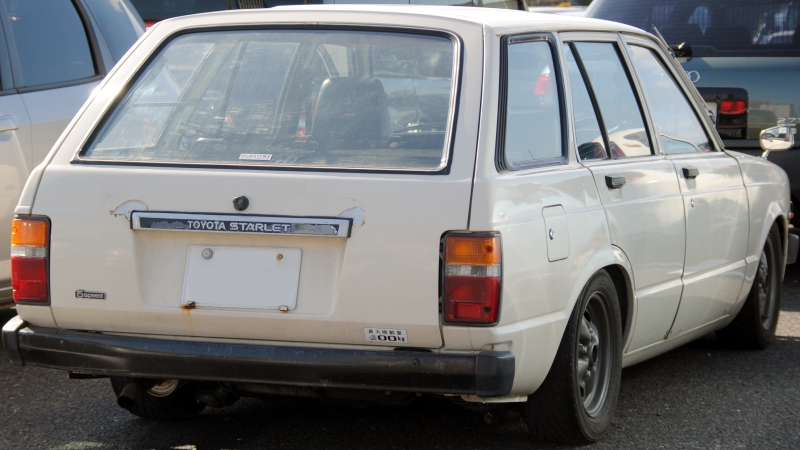
Starlet Van (a kombi japán megfelelője)
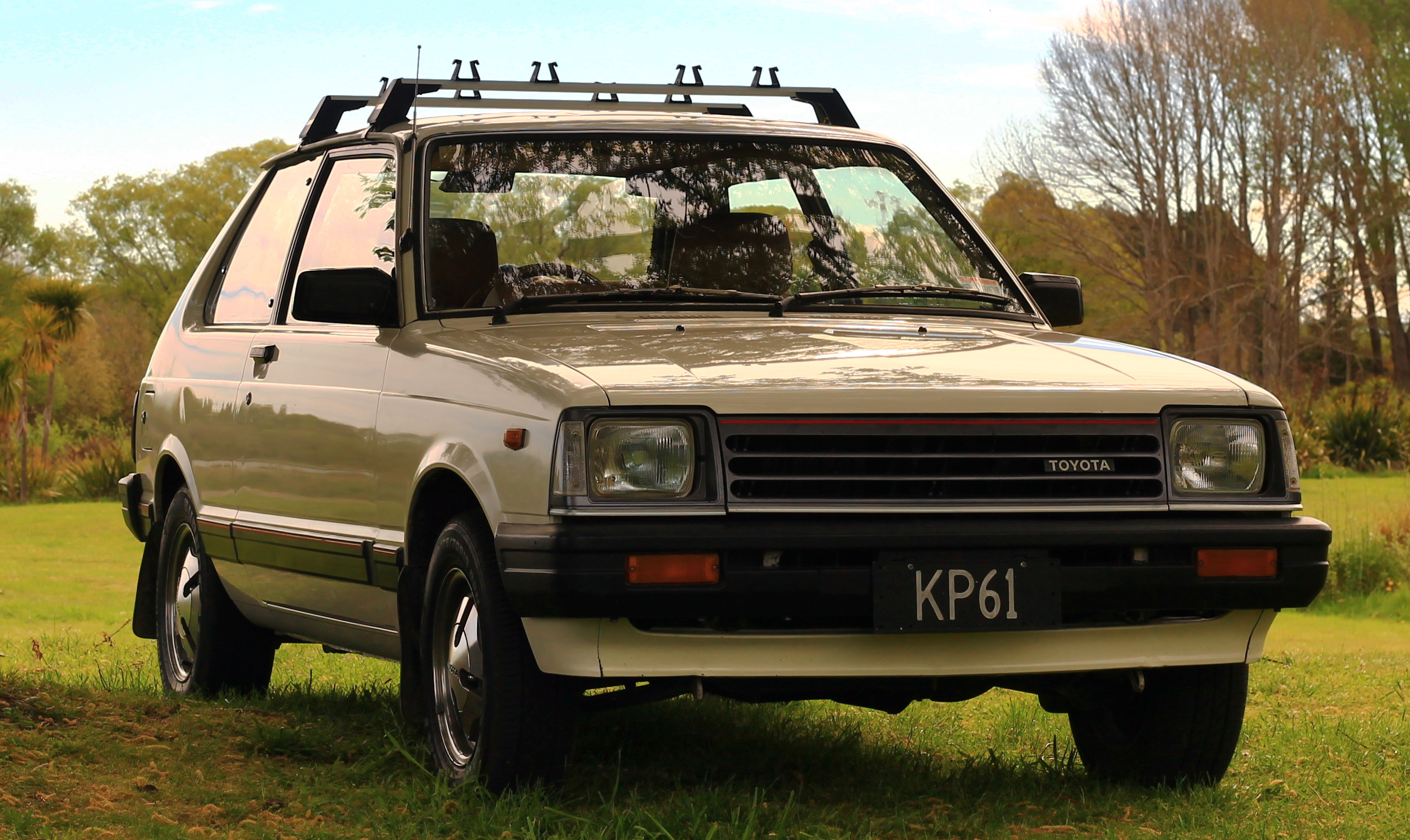
Starlet Sprint (Új-Zéland)

## Harmadik generáció (P70; 1984–1989)

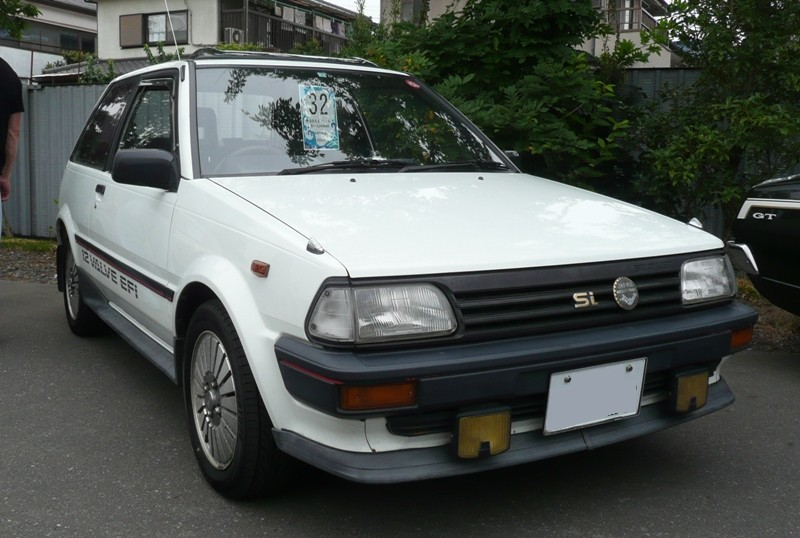
Toyota Starlet 1.3 Si (EP71, Japan)

Az 1984 októberében megjelent 70-es sorozat egyik legfőbb újdonsága az elsőkerékhajtás volt, amelyre ekkorra a legtöbb hasonló méretű autó már áttért. Három- és ötajtós ferde hátú változatai voltak, sok piacon áruszállító variáns is létezett. A korábbi K-szériásakat új, 12 szelepes, 1E és 2E jelzésű motorok váltották le. A japán választék a Standard, DX, Soleil, XL, XL Lisse, SE, Si, Si Limited, Ri, Turbo R és Turbo S modellekből állt. Az egyliteres motorú Starleteket kizárólag exportra gyártották. A turbómodellek a 2E-TELU nevű motort használták, amelyet a Toyota TEMS-nek nevezett aktív felfüggesztési technológiája jellemez. Az Ri és R modelleket ralira fejlesztették ki, ezért ezek az autók könnyebbek.
A hazai piacon kívül a 70-es Starlet modellek nevei: 1.0 Standard, 1.0 DX, 1.0 XL, 1.0 XL Lisse, 1.3 DX, 1.3 XL, 1.3 S és 1.3 SE. Az XL és 1.3 S modellek tuningolt változata Si Limited néven került forgalomba spoilerekkel, sportosabb vörös-fekete belső térrel, több helyen történő üzemanyag-befecskendezéssel. Az Si Limited fehérben, valamint kizárólag erre a modellre tervezett fekete-ezüst kombinációban volt elérhető.
1985-ben jelent meg az első Starlet, amelyet nem Japánban gyártottak. Az 1.0 XL-es modellről van szó, amely Indonéziában készült. Egy év múlva az 1,3 literes változat gyártását is oda költöztették. 1987-ben apró változtatást eszközöltek a japán típuson, a hatás a hátsó lámpákon, az autó elején, a belsejében és a nagyobb lökhárítókban is érzékelhető. 1988-tól az indonéz gyártású Starletek is megkapták ezt a frissítést, de a legtöbb piacra–az európaira sem–a ráncfelvarrás nem jutott el. A Starlet konszernen belüli ellenfelei a Daihatsu Charade, a Subaru M70 és a Daihatsu Mira voltak.

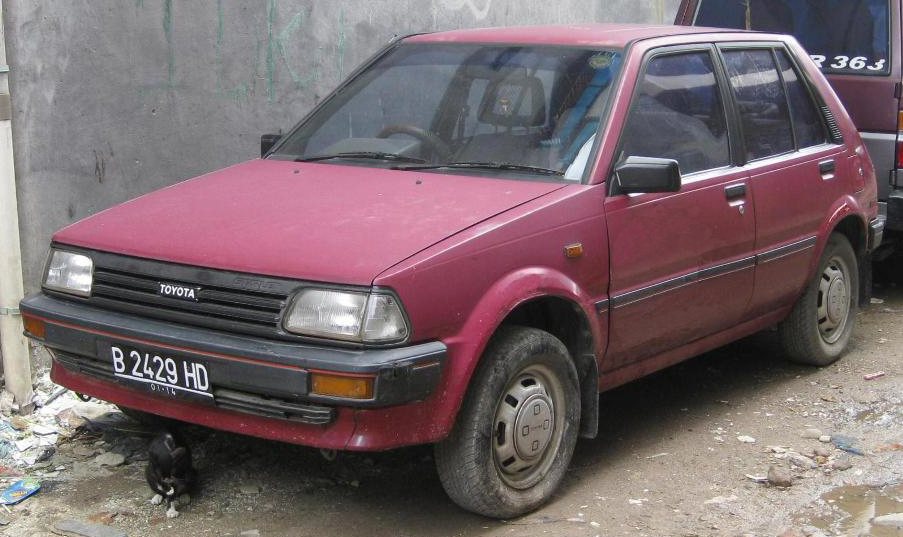
Starlet 1.3 SE 5-ajtós ferde hátú (EP71, Indonézia)
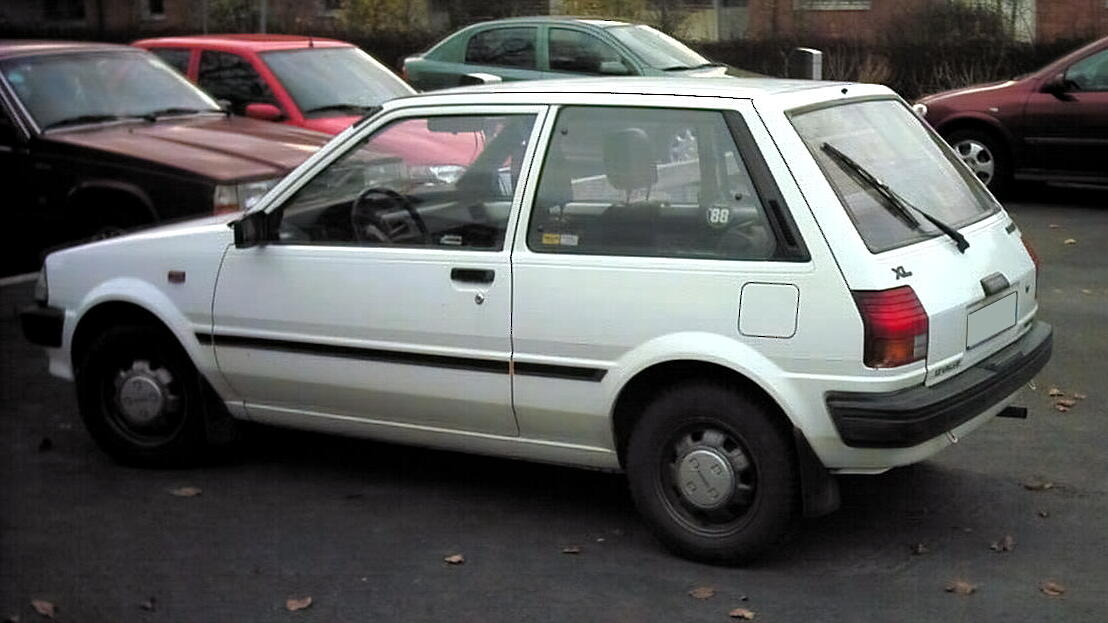
Starlet 1.0 XL 3-ajtós ferde hátú (EP70, Európa)
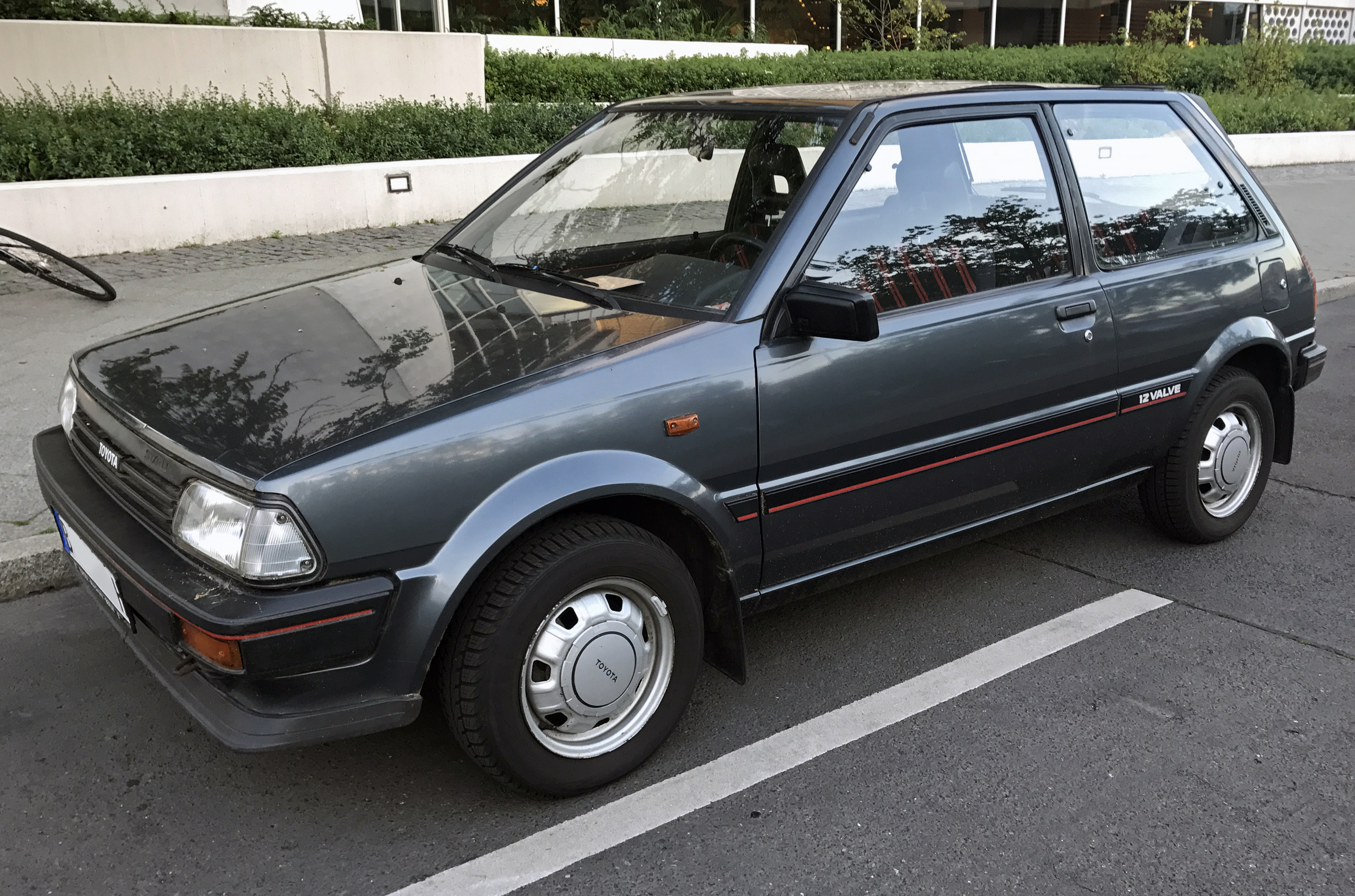
Starlet 1.3 S 3-ajtós ferde hátú (EP71, Európa)

## Negyedik generáció (P80; 1989–1995)
A negyedik Starlet (80-as sorozat) 1989 decemberében érkezett meg a japán piacra. Mind külső, mind belső formái kerekebbek elődjénél.

## Fordítás
Ez a szócikk részben vagy egészben  a   Toyota Starlet című angol Wikipédia-szócikk fordításán alapul.  Az eredeti cikk szerkesztőit annak laptörténete sorolja fel. Ez a jelzés csupán a megfogalmazás eredetét és a szerzői jogokat jelzi, nem szolgál a cikkben szereplő információk forrásmegjelöléseként.